# 開城市 (大韓民国)
開城市（ケソンし、개성시）は大韓民国京畿道に存在する市だが、実際は以北五道委員会が管理する名目上の行政区域である。面積29.95㎢、人口は88,708人。市役所は寿昌洞にあった。
1945年8月15日当時には、開城市（開城府）全域が38度線以南にあったため、1948年に大韓民国の支配下となったが、1950年勃発の朝鮮戦争により市の全域が朝鮮民主主義人民共和国の支配下に入った。

## 行政区域
1950年6月当時の洞は以下の通りである。太字は市役所所在地。
| 行政洞 | 法定洞                                 |
| ------ | -------------------------------------- |
| 東部洞 | 善竹洞、雲鶴洞、東興洞、徳岩洞         |
| 西部洞 | 寿昌洞、西興洞、社稷洞、龍山洞、太平洞 |
| 南部洞 | 冠訓洞、銅峴洞、南安洞、孫河洞         |
| 北部洞 | 高麗洞、満月洞、北安洞、子男洞         |